# Walter Behrendt
Walter Behrendt (Dortmund, 18 de setembre de 1914- Dortmund, 23 de juliol de 1997) va ser un polític alemany, membre del Partit Socialdemòcrata (SPD).

## Trajectòria
Va ser soldat a la Segona Guerra Mundial i després va treballar com a empleat en una empresa industrial. El 1954 es va convertir en col·laborador de la revista de la companyia Hoesch-Westfalenhütte AG a Dortmund. Es va unir a l'SPD el 1932 sent membre de la Joventut Treballadora Socialista (Sozialistische Arbeiterjugend). De 1945 a 1947 va ser president de la Joventut Socialista regional a Dortmund, Lünen i Castrop-Rauxel. Va ser president de la seu de l'SPD a Dortmund-Altenderne el 1951-1952 i a Dortmund del 1952 al 1955.
Des de 1952 fins a la seva mort, va ser regidor municipal a Dortmund. El 1957 va ser elegit membre del Bundestag (parlament federal) i va romandre en el càrrec fins a 1976. Entre el 1961 i el 1967 va ser president assistent de la Comissió de Treball. També va ser membre del Parlament Europeu des de 1967 fins a 1977, i va exercir com a vicepresident (1969-1971, 1973-1977) i president (1971-1973).
Va ser un dels signants del Manifest Humanista II el 1973.